# Tradicionalna slovenska sinhrona transkripcija
Tradicionálna slovénska sinhróna transkrípcija je pojem, ki se nanaša na prakso fonetične transkripcije. Uveljavila se je na Slovenskem od konca 19. stoletja dalje. V 20. stoletju je bila zapisana v Slovar slovenskega knjižnega jezika in Slovenski pravopis 2001, v svoji slovnici pa jo je uveljavil Jože Toporišič. Poleg nje obstajata tudi tradicionalna slovenska diahrona transkripcija in nova slovenska diahrona transkipcija, ki sta v rabi v zgodovinskem jezikoslovju in narečjeslovju.
Tradicionalna slovenska sinhrona transkripcija ima dve različici. Bolj razširjena in splošno znana označuje samo naglasno mesto, kvaliteta nevisokih nenizkih samoglasnikov in kvantiteta. Druga pa označuje tudi ton(em). V prej omenjenih priročnikih se pojavljata obe.
Zaradi dvojnosti označevanja in problematičnosti označevanja kratkega e-jevskega glasu in polglasnika se pojavljajo različni predlogi oziroma zahteve po spremembah (npr. uporaba mednarodne fonetične transkripcije IPA).